# Huis Nassau-Weilburg (1355-1605)
Het Huis Nassau-Weilburg was een zijtak van de Walramse Linie van het Huis Nassau, een Duitse adellijke familie. Het Huis Nassau-Weilburg ontstond in 1355 door de eerste deling in de Walramse Linie en heerste over het graafschap Nassau-Weilburg, een deel van het graafschap Nassau. Door huwelijken wist het huis zijn bezittingen uit te breiden. In 1442, 1574 en 1594 ontstonden zijlinies van het huis, die in respectievelijk 1574, 1602 en 1602 uitstierven. Door het uitsterven van het Huis Nassau-Wiesbaden-Idstein in 1605, werd het hoofd van het Huis Nassau-Weilburg de enige regent van de Walramse Linie en hield het huis als zijtak op te bestaan. Nadien was er nog een zijtak die Nassau-Weilburg genoemd wordt.

## Ontstaan van het huis

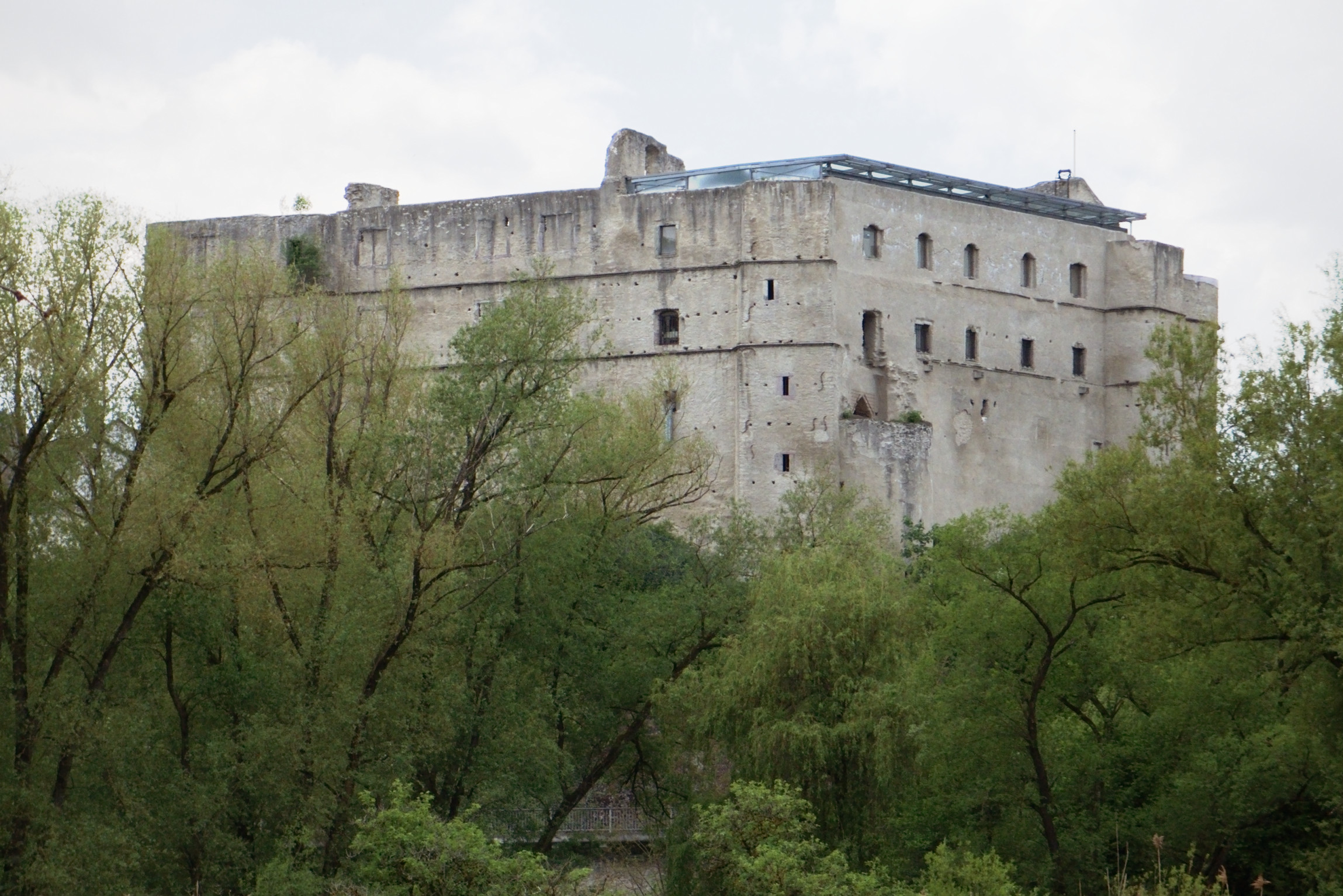
Ruïne van Kasteel Löhnberg

Het Huis Nassau-Weilburg ontstond in 1355 door de eerste deling in de Walramse Linie tussen de twee oudste zoons van graaf Gerlach I van Nassau: Adolf I en Johan I. Deze hadden hun vader in 1344 opgevolgd en tot dan gezamenlijk geregeerd. Johan verkreeg bij die verdeling Weilburg, Neuweilnau, Bleidenstadt, het deel van het ambt Cleeberg dat Nassaus bezit was en de verpande heerlijkheid Löhnberg.
De Nassaus hadden sinds het midden van de 12e eeuw de voogdij over het klooster van Bleidenstadt. Rooms-koning Adolf van Nassau, de grootvader van Johan, kocht op 17 januari 1294 de heerlijkheid Weilburg voor 400 pond heller van het bisdom Worms. De plaats Weilburg verleende hij op 29 december 1295 stadsrechten. Johans vader Gerlach verwierf in 1326 de heerlijkheid Neuweilnau, en kocht in 1344 een deel van kasteel en heerlijk Löhnberg.

## Regerende graven

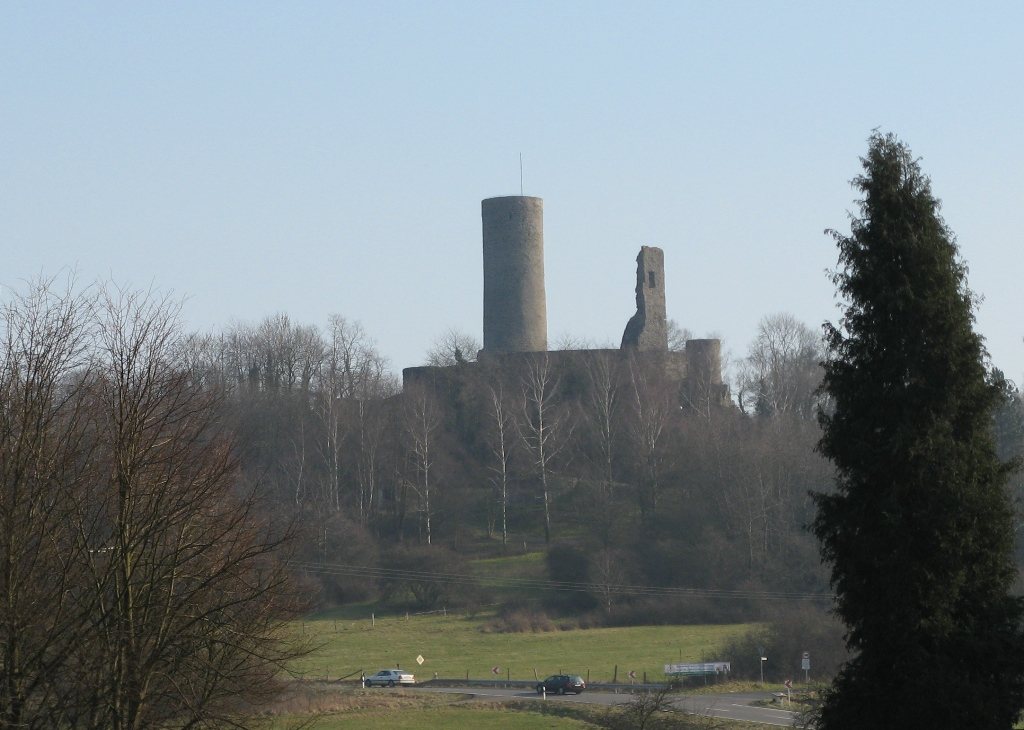
Ruïne van Kasteel Merenberg

### Johan I (1355-1371)
Johan I van Nassau-Weilburg (1309 - Weilburg, 20 september 1371) was de tweede zoon van graaf Gerlach I van Nassau en Agnes van Hessen. Bij zijn eerste huwelijk in 1333 met de erfdochter van de heerlijkheid Merenberg en het graafschap Gleiberg verkreeg Johan deze gebieden, en nam hij de titel graaf van Nassau-Merenberg aan. In 1344 volgde hij zijn vader op samen met zijn oudere broer Adolf. Bij de verdeling in 1355 verkreeg Johan Weilburg, Neuweilnau, Bleidenstadt, Cleeberg en Löhnberg.
Uit zijn eerste huwelijk met Geertruida van Merenberg werd één dochter geboren.
Uit zijn tweede huwelijk met Johanna van Saarbrücken werden zeven kinderen geboren, waaronder zijn zoon en opvolger Filips I.

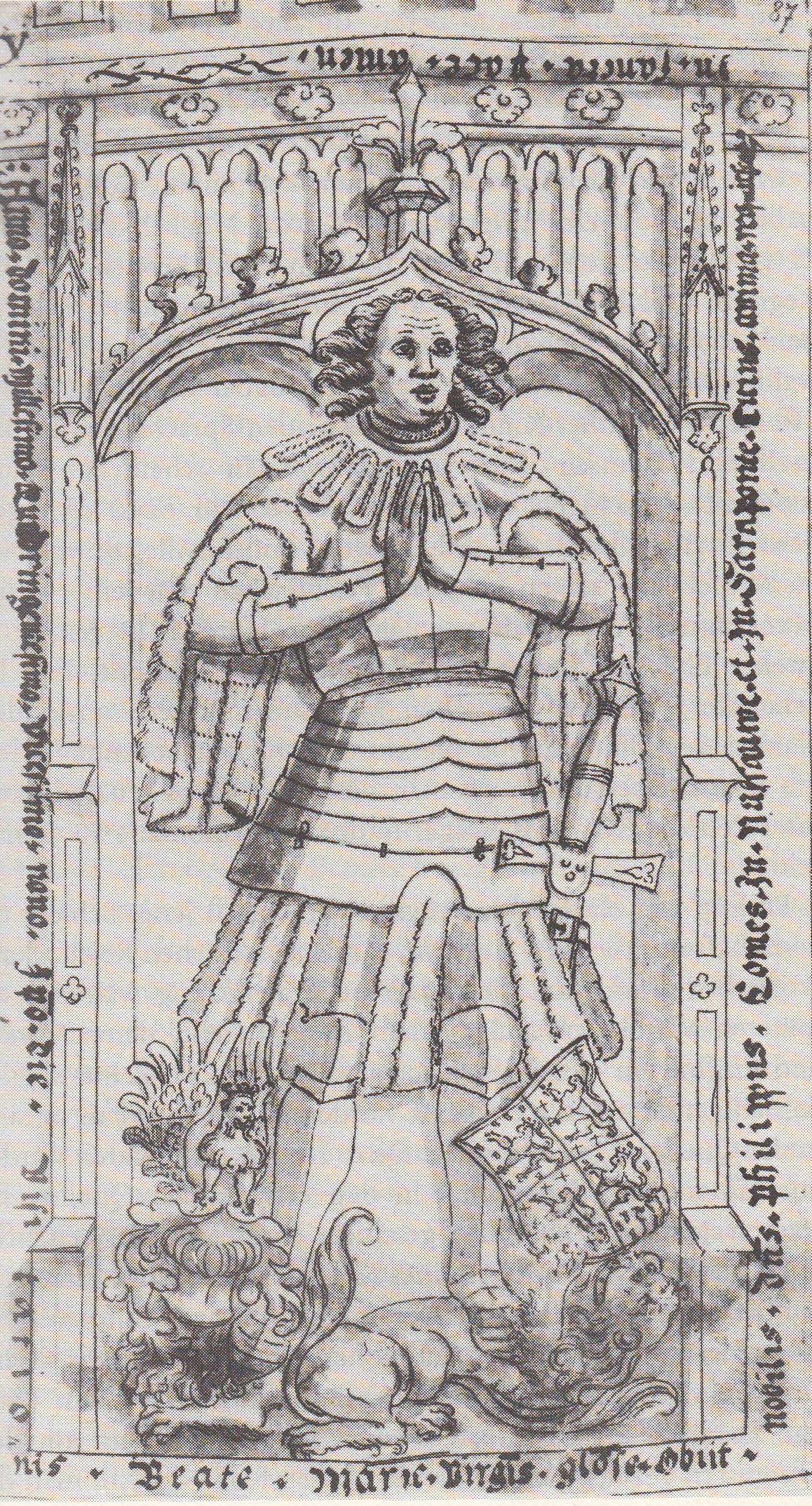
Tekening van het grafmonument voor Filips I in Klooster Klarenthal

### Filips I (1371-1429)
Filips I van Nassau-Weilburg (Weilburg (?), 1368 - Wiesbaden, 2 juli 1429) was de tweede zoon van graaf Johan I en Johanna van Saarbrücken.
In 1371 volgde hij zijn vader op als graaf van Nassau-Weilburg. Omdat hij nog minderjarig was, nam zijn moeder regering waar, tot zij in oktober 1381 overleed. Vanaf dat moment nam de bisschop van Straatsburg, Frederik van Blankenheim, de voogdij over Filips waar. Rond 1385 werd hij meerderjarig verklaard. 
Door het overlijden van zijn moeder in oktober 1381 erfde Filips het graafschap Saarbrücken met Commercy en Morley (beide in Lotharingen). 
Door het overlijden van Hendrik II van Sponheim-Bolanden, de grootvader van zijn eerste echtgenote, in 1393, verkreeg Filips de heerlijkheden Kirchheim, Bolanden, Stauf, Dannenfels, Frankenstein, de helft van negen dorpen bij Worms en een deel van de ambten Jugenheim (in de Palts) en Wöllstein.
Samen met zijn achterneef Adolf II van Nassau-Wiesbaden-Idstein erfde hij in 1404 van de weduwe van zijn oom Rupert van Nassau-Sonnenberg de heerlijkheid Sonnenberg.
Filips wist zijn bezit verder uit te breiden door het verkrijgen van: ¼ van Löhnberg in 1404, Neuweilnau in 1405, Altelkerhausen in pand in 1421, de heerlijkheid Bingenheim met Reichelsheim in 1423, ¼ van Kasteel Hasselbach in 1427, en verder delen van Homburg (in de Palts), Cleeberg, en Mensfelden.
Uit zijn eerste huwelijk met Anna van Hohenlohe-Weikersheim werden twee kinderen geboren.
Uit zijn tweede huwelijk met Isabella van Lotharingen werden drie kinderen geboren, zijn zoons en opvolgers Filips II en Johan II en Margaretha.

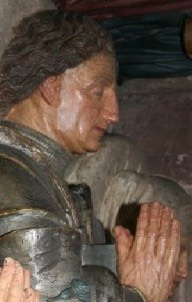
Johan II, detail van zijn graftombe

### Johan II (1429-1442)
Johan II van Nassau-Weilburg (Kirchheimbolanden, 4 april 1423 - Vaihingen, 25 juli 1472) was de tweede zoon van graaf Filips I en Isabella van Lotharingen.

In 1429 volgde hij zijn vader op als graaf van Nassau-Weilburg en als graaf van Saarbrücken, samen met zijn oudere broer Filips II. Omdat hij nog minderjarig was, nam zijn moeder de regering waar. In 1442 werd hij meerderjarig verklaard. Daarna sloten de broers een verdelingsverdrag. Johan ontving het graafschap Saarbrücken. Daarmee werd Johan de stamvader van het Huis Nassau-Saarbrücken.

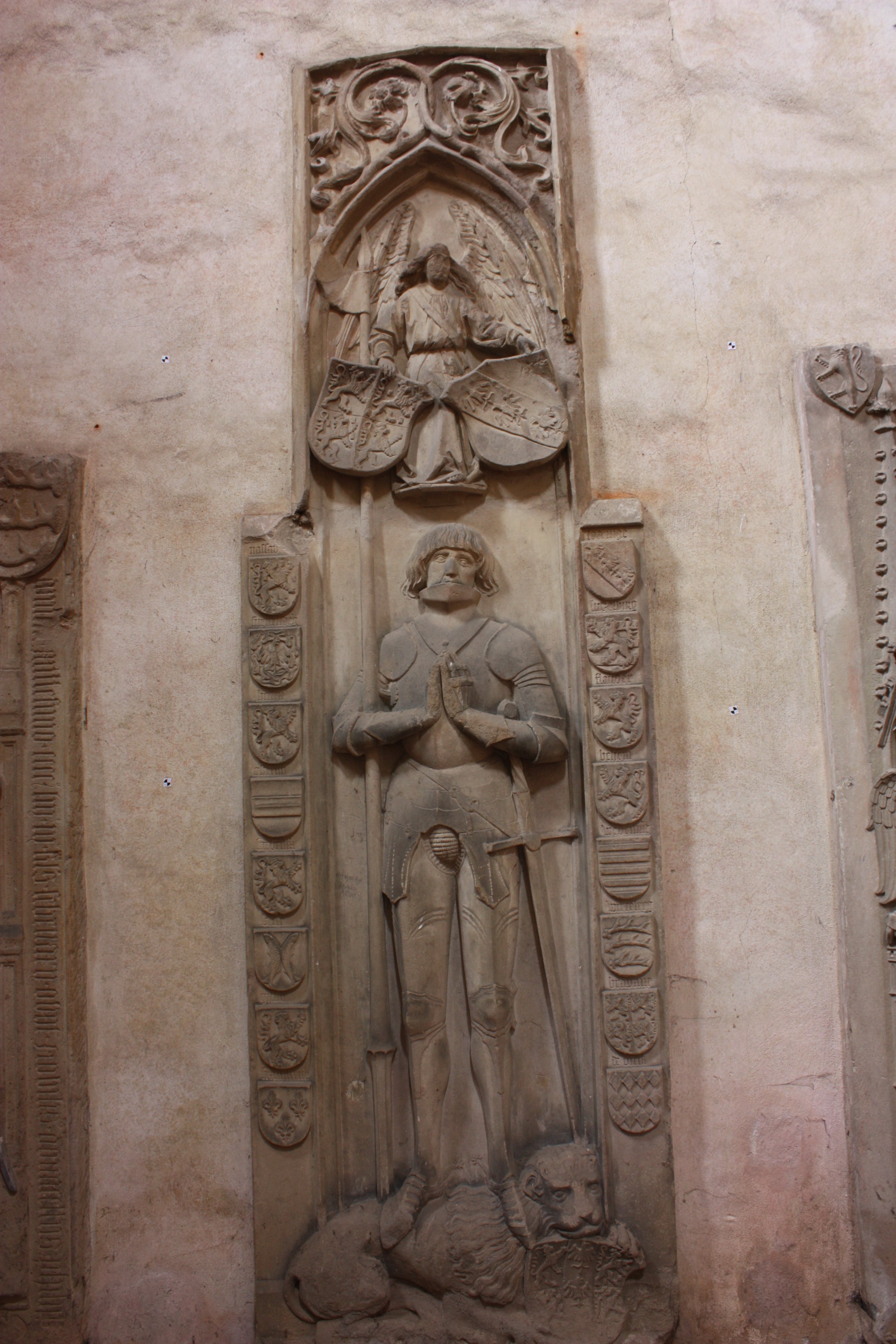
Grafmonument voor Filips II in Klooster Eberbach

### Filips II (1429-1490)
Filips II van Nassau-Weilburg (12 maart 1418 - Mainz, 19 maart 1492) was de oudste zoon van graaf Filips I en Isabella van Lotharingen.
In 1429 volgde hij zijn vader op als graaf van Nassau-Weilburg en als graaf van Saarbrücken, samen met zijn jongere broer Johan II. Omdat hij nog minderjarig was, nam zijn moeder de regering waar, tot hij in 1438 meerderjarig werd verklaard. Zijn moeder bleef echter regentes voor Johan tot 1442. Daarna sloten de broers een verdelingsverdrag. Filips ontving de bezittingen rechts van de Rijn (Nassau-Weilburg).
In 1472 benoemde Filips zijn zoon Johan tot mederegent. Johans dood in 1480 dwong Filips om de alleenheerschappij weer op zich te nemen. Hij voerde ook de voogdij over zijn kleinzoon Lodewijk. De heerschappij droeg hij in 1490 aan zijn kleinzoon over.
Uit zijn eerste huwelijk met Margaretha van Loon-Heinsberg werden twee zoons geboren.
Zijn tweede huwelijk met Veronica van Sayn-Wittgenstein bleef kinderloos.

### Johan III (1472-1480)
Johan III van Nassau-Weilburg (27 juni 1441 - 15 juli 1480) was de oudste zoon van graaf Filips II en Margaretha van Loon-Heinsberg.
In 1472 benoemde zijn vader hem tot mederegent. De inkomsten werden voor de helft gedeeld. Johan overleed reeds in 1480, hetgeen zijn vader dwong de alleenheerschappij weer op zich te nemen. Johan werd begraven in Weilburg. Zijn vader nam de voogdij over de kinderen op zich.
Uit zijn huwelijk Elisabeth "de Schone" van Hessen werden twee kinderen geboren, waaronder zijn zoon Lodewijk, die in 1490 zijn grootvader opvolgde.

### Lodewijk I (1490-1523)
Lodewijk I van Nassau-Weilburg (1473 (?) - 28 mei 1523) was de enige zoon van graaf Johan III en Elisabeth van Hessen.
Lodewijks vader stierf reeds in 1480. Lodewijk stond daarom aanvankelijk onder de voogdij van zijn grootvader Filips II.
In 1490 droeg zijn grootvader de regering aan Lodewijk over. Nadat hij de regering had overgenomen, werd in 1491 een erfverdrag met het Huis Nassau-Saarbrücken overeengekomen. De regering gaf Lodewijk reeds in 1496 weer op, toen hij Johan Lodewijk van Nassau-Saarbrücken tot curator aanstelde en aan deze de staatszaken overdroeg.
Uit zijn huwelijk met Maria Margaretha van Nassau-Wiesbaden werden zes kinderen geboren, waaronder zijn zoon en opvolger Filips III.

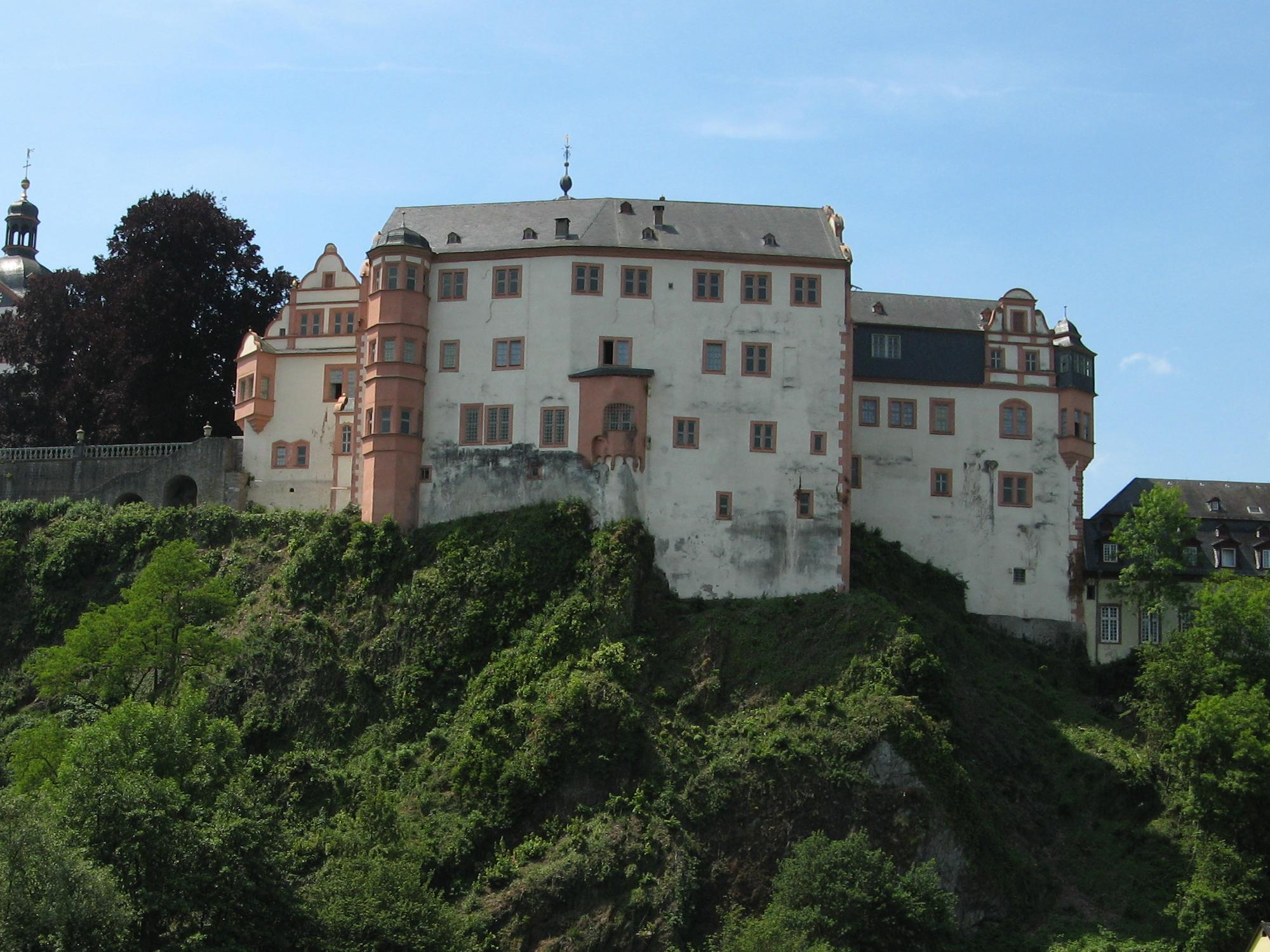
Huidige oostvleugel van Slot Weilburg

### Filips III (1523-1559)
Filips III van Nassau-Weilburg (Slot Neuweilnau, 20 september 1504 - Weilburg, 4 oktober 1559) was de oudste zoon van graaf Lodewijk I en Maria Margaretha van Nassau-Wiesbaden. Na de dood van zijn vader werd hij op 19-jarige leeftijd graaf.
Het deelgraafschap Nassau-Weilburg omvatte onder Filips de ambten Weilburg, Merenberg, Usingen, Sonnenberg en Gleiberg. Belangrijke plaatsen waren ook Kirberg, Weilmünster en Neuweilnau. Bovendien omvatte het graafschap delen van verschillende gebieden, die elk gezamenlijk eigendom waren. Mede-eigenaars waren de graven van Nassau-Saarbrücken en Nassau-Wiesbaden of de landgraaf van Hessen.
Vanwege de hoge schuldenlast van zijn vader was Johan Lodewijk van Nassau-Saarbrücken tot curator in het graafschap Nassau-Weilburg benoemd. Pas in 1524 kon Filips de regering overnemen. Hij zorgde aan het begin van zijn zelfstandige regering voor de verdeling van de heerlijkheden Stauf en Kirchheim, die gemeenschappelijk eigendom van Nassau-Weilburg en Nassau-Saarbrücken waren. Het erfverdrag met Nassau-Saarbrücken werd in 1524 eveneens vernieuwd. 
Op 25 januari 1536 sloot hij een uitgebreid ruilverdrag met landgraaf Filips I van Hessen. Filips III stond zijn rechten op de proosdij Wetzlar, Klooster Altenberg en Kasteel Kalsmunt aan Hessen af, en verkreeg in ruil daarvoor het ambt Burgschwalbach en het Hessische deel van Kasteel Löhnberg.
Filips's regering viel in de tijd van de reformatie. Deze wilde hij tijdens zijn bewind bevorderen. Daartoe verbond hij zich met Filips I van Hessen. Anderzijds zorgde hij ervoor dat hij geen vazal van Hessen werd. Hij benadrukte daarom zijn positie als rijksonmiddellijk graaf en was al vroeg in de Wetterauer Grafenverein actief. In 1549 werd Filips tot Hauptmann van de vereniging gekozen.
Filips was de initiator van verschillende bouwprojecten in zijn graafschap. Het belangrijkste was de bouw van een nieuwe residentie in Weilburg. De 
bouwwerkzaamheden duurden van 1533 tot 1549. Na het voltooien van het werk in Weilburg werd Slot Usingen van 1551 tot 1558 herbouwd.
Filips liet zijn erfgenamen met een zware schuldenlast achter. Zijn zoons Albrecht en Filips regeerden tot 1561 het graafschap gezamenlijk en deelden het daarna onder elkaar op.
Uit zijn eerste huwelijk met Elisabeth van Sayn-Hachenburg werden vier jong overleden kinderen geboren.
Uit zijn tweede huwelijk met Anna van Mansfeld-Hinterort werd zijn zoon en opvolger Albrecht geboren.
Uit zijn derde huwelijk met Amalia van Isenburg-Büdingen werden drie kinderen geboren, waaronder zijn zoon en opvolger Filips IV.

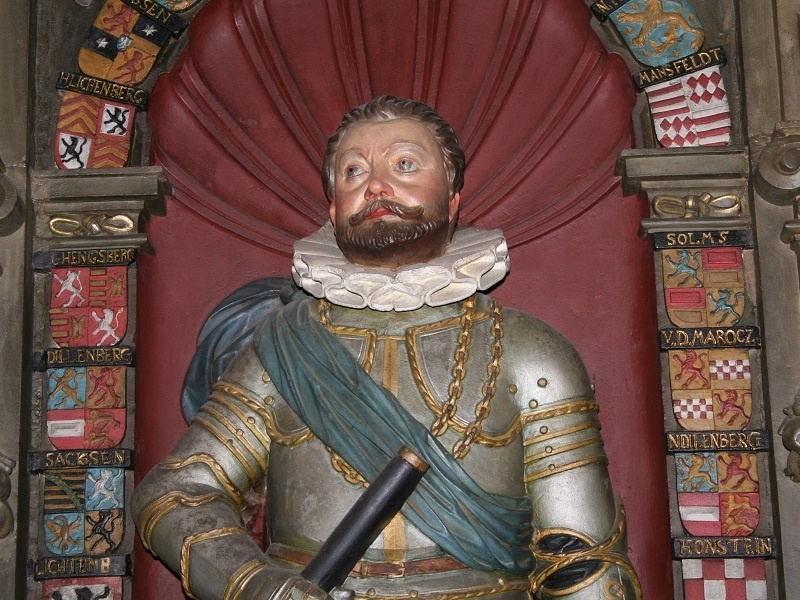
Filips IV van Nassau-Weilburg, detail van zijn grafmonument

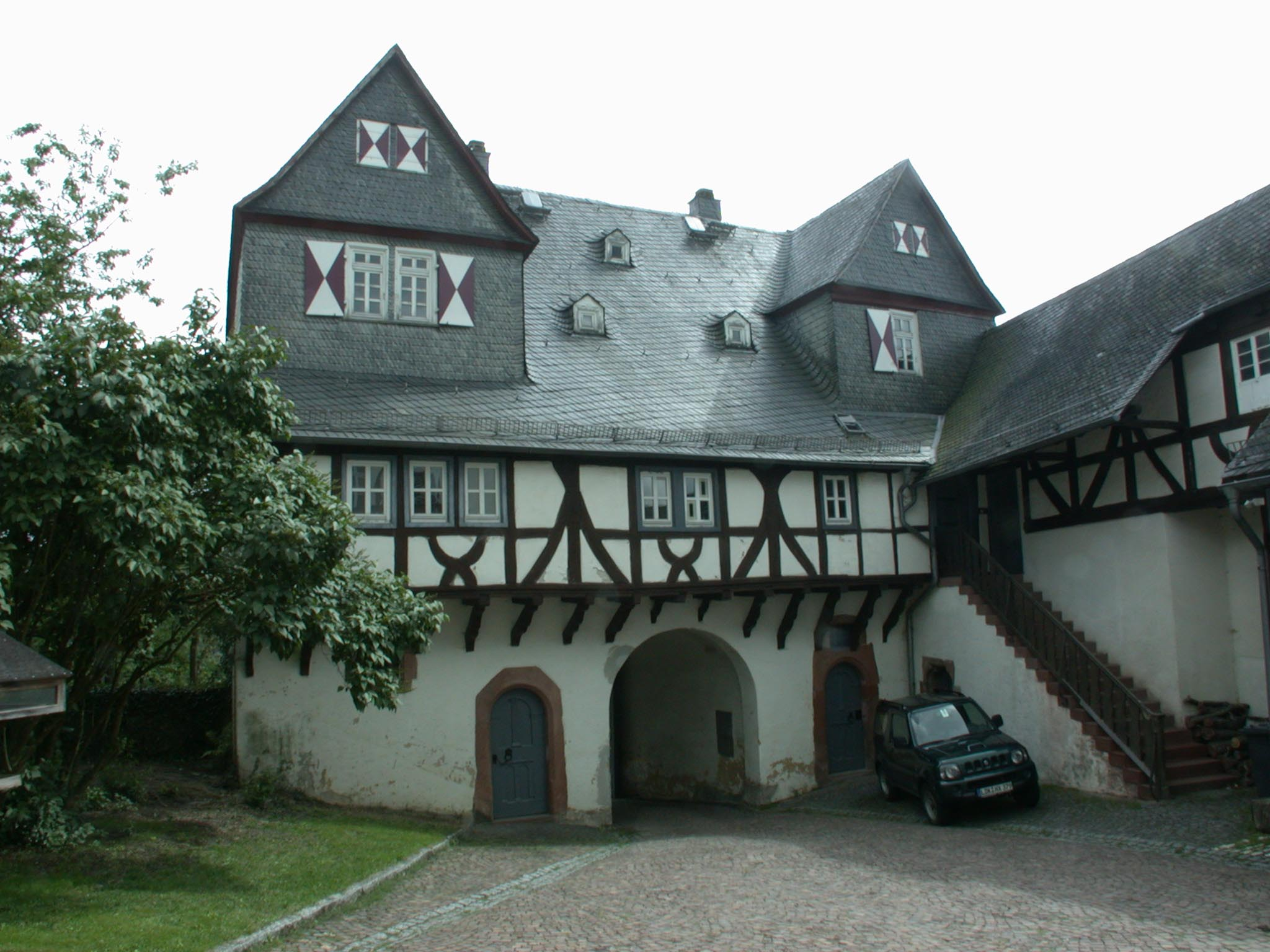
Het onder Filips IV gebouwde poortgebouw van Slot Neuweilnau

### Filips IV (1559-1561)
Filips IV van Nassau-Weilburg (Weilburg, 14 april 1542 - Saarbrücken, 12 maart 1602) was de enige zoon van graaf Filips III en Amalia van Isenburg-Büdingen. Hij had één oudere halfbroer, Albrecht.
Filips erfde samen met zijn halfbroer het graafschap Nassau-Weilburg. Aangezien Filips slechts zestien jaar oud was, nam Johan III van Nassau-Saarbrücken de voogdij waar. Aanvankelijk regeerden de broers samen. De hoge schulden van hun vader beperkte hun handelingsmogelijkheden, maar langzaam lukte het hun om de begrotingssituatie te verbeteren.
Op 15 mei 1561 deelden de halfbroers voor de eerste maal hun graafschap. Filips ontving kasteel en ambt Neuweilnau. Het grootste deel van het graafschap en de schulden van de vader bleven echter gemeenschappelijk bezit. Filips verhuisde naar Slot Neuweilnau, dat al dienst had gedaan als residentie voor zijn vader. 
Filips en Albrecht verwierven in 1562 de helft van het ambt Stockheim, en in 1565 het deel van Altweilnau met Landstein van de graven van Stolberg. Ze verkochten in 1570 het ambt Bingenheim (m.u.v. Reichelsheim) aan Hessen. In 1571 deelden ze de heerschappijrechten in Nassau-Weilburg volledig.
Met het overlijden van Johann III van Nassau-Saarbrücken vielen in 1574 de graafschappen Saarbrücken, Saarwerden en Ottweiler aan Albrecht en Filips. Ze werden op 7 december 1574 tussen de broers verdeeld. Filips ontving Saarbrücken en Saarwerden en de heerlijkheid Stauf.
Filips had geen zonen, zijn erfgenaam was zijn neef Lodewijk II, die het gehele bezit van de Walramse Linie van het Huis Nassau in zijn hand verenigde.

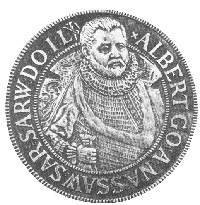
Albrecht van Nassau-Weilburg afgebeeld op een munt

Het familiewapen sinds 1574

### Albrecht (1559-1593)
Albrecht van Nassau-Weilburg (26 december 1537 - Slot Ottweiler, 11 november 1593) was de enige zoon van graaf Filips III en Anna van Mansfeld-Hinterort. Zijn moeder overleed bij zijn geboorte. Hij had één jongere halfbroer, Filips IV.
Albrecht erfde samen met zijn halfbroer het graafschap Nassau-Weilburg. Aangezien Filips slechts zestien jaar oud was, nam Johan III van Nassau-Saarbrücken de voogdij waar. Aanvankelijk regeerden de broers samen. De hoge schulden van hun vader beperkte hun handelingsmogelijkheden, maar langzaam lukte het hun om de begrotingssituatie te verbeteren.
Op 15 mei 1561 deelden de halfbroers voor de eerste maal hun graafschap. Albrecht ontving kasteel en ambt Weilburg. Albrecht betrok het nieuwe Slot Weilburg. Het grootste deel van het graafschap en de schulden van de vader bleven echter gemeenschappelijk bezit.
Albrecht en Filips verwierven in 1562 de helft van het ambt Stockheim, en in 1565 het deel van Altweilnau met Landstein van de graven van Stolberg. Ze verkochten in 1570 het ambt Bingenheim (m.u.v. Reichelsheim) aan Hessen.
In 1571 deelden Albrecht en Filips de heerschappijrechten in Nassau-Weilburg volledig. Albrechts deel omvatte naast het ambt Weilburg ook Gleiberg, Cleen, Wehen en Burgschwalbach. Met Hessen sloten de halfbroers meerdere verdragen waarin ze het gemeenschappelijke bezit van Nassau en Hessen geleidelijk verdeelden. In 1579 kon Albrecht een deel van het ambt Jugenheim verwerven en zijn invloed in Rijn-Hessen uitbreiden.
Albrecht behoorde tot de Wetterauer Grafenverein. In dienst van de vereniging reisde Albrecht verschillende keren naar keizer Maximiliaan II en naar de Rijksdag.
Bij het overlijden van Johann III van Nassau-Saarbrücken vielen in 1574 de graafschappen Saarbrücken, Saarwerden en Ottweiler aan Albrecht en Filips. Ze werden op 7 december 1574 verdeeld. Albrecht ontving Ottweiler, de ambten Homburg, Kirchheim en de heerlijkheden Lahr en Mahlberg in het Zwarte Woud. In Ottweiler liet Albrecht een nieuw slot bouwen, dat zijn residentie zou worden. Als de oudste vertegenwoordiger was Albrecht het hoofd van de Walramse Linie van het huis Nassau en nam hij het regentschap voor Johan Lodewijk I van Nassau-Idstein waar.
Albrecht trad meermaals op als bouwheer van grotere bouwwerken. Na de eerste deling met zijn halfbroer liet hij Slot Weilburg uitbreiden. Eveneens liet Albrecht in die tijd de Tiergarten in Weilburg aanleggen. Na het erven van Ottweiler liet Albrecht Slot Ottweiler en het renaissanceslot Neunkirchen bouwen en de Burcht Hohenburg bij Homburg uitbreiden. Waarschijnlijk nam Albrecht ook het initiatief tot de uitbreiding van de Burcht Gleiberg aan het einde van de 16e eeuw, nadat het volledig aan het Huis Nassau was toegevallen.
Zijn drie zoons verdeelden zijn bezit. Twee van de zoons stierven echter kort na hun vader, zodat de overlevende zoon reeds in 1602 de gehele vaderlijke nalatenschap bezat.
Uit zijn huwelijk met Anna van Nassau-Siegen werden veertien kinderen geboren, waaronder zijn zoons en opvolgers Lodewijk II, Willem en Johan Casimir.

### Willem (1593-1597)
Willem van Nassau-Weilburg (25 augustus 1570 - Burgschwalbach, 19 november 1597) was de vierde zoon van graaf Albrecht en Anna van Nassau-Siegen.
Willem volgde in 1593 samen met zijn broers Lodewijk II en Johan Casimir zijn vader op. De broers verdeelden in 1594 de erfenis waarbij Willem Weilburg verkreeg. Hij overleed drie jaar later. Lodewijk en Johan Casimir volgden hem op.
Uit zijn huwelijk met Erica van Isenburg-Büdingen werden twee dochters geboren.

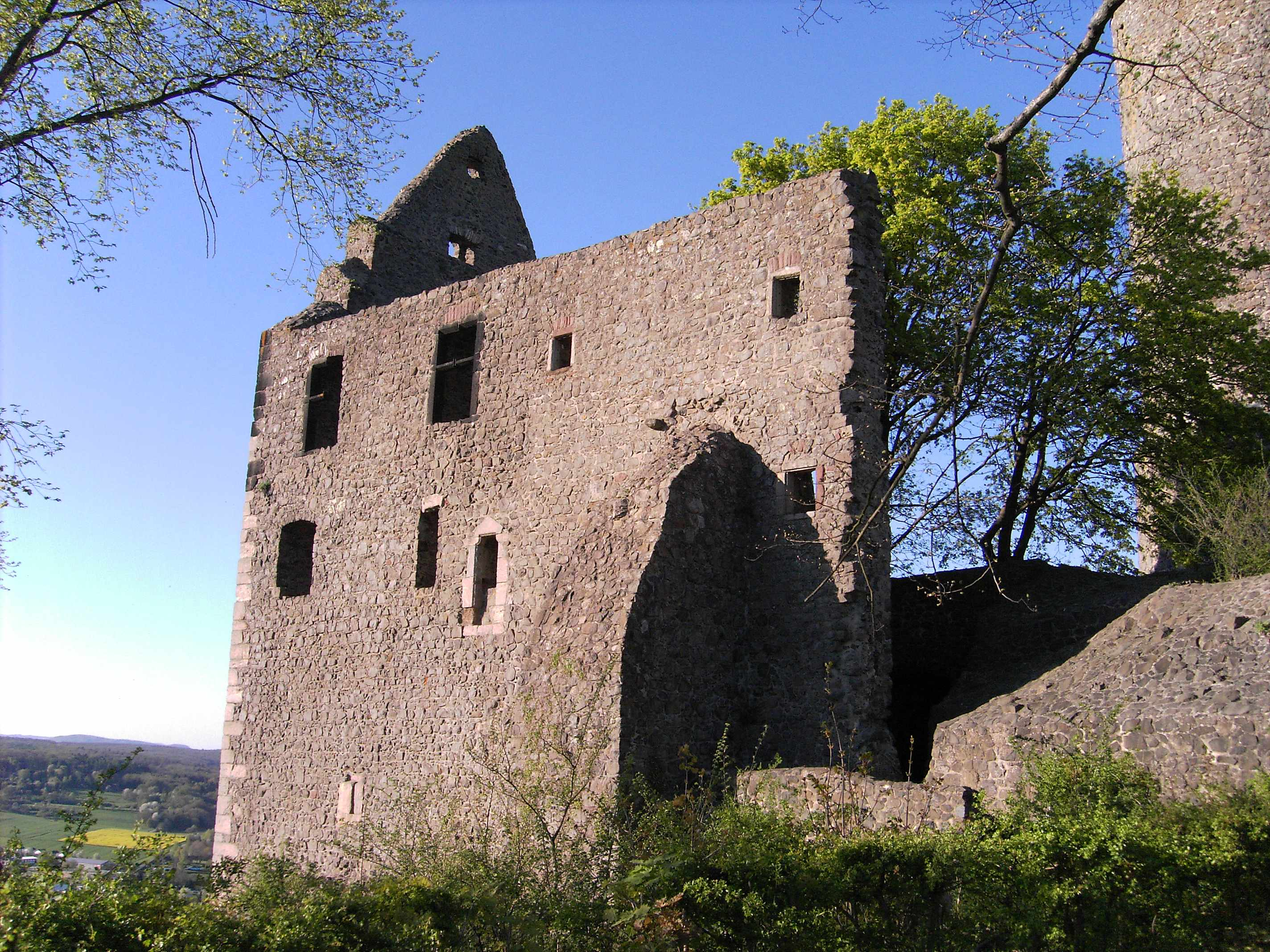
Ruïne van Kasteel Gleiberg

### Johan Casimir (1597-1602)
Johan Casimir van Nassau-Weilburg (Ottweiler, 24 september 1577 - Wehen, 29 maart 1602) was de vijfde zoon van graaf Albrecht en Anna van Nassau-Siegen.
Johan Casimir volgde samen met zijn broers Lodewijk II en Willem in 1593 zijn vader op. Zijn oom Filips III van Nassau-Saarbrücken werd tot voogd van Johan Casimir benoemd. De broers verdeelden in 1594 de erfenis waarbij Johan Casimir Gleiberg verkreeg. Na het overlijden van zijn broer Willem in 1597 volgden Lodewijk en Johan Casimir hem gezamenlijk op in Weilburg. In 1599 werd Johan Casimir meerderjarig verklaard en regeerde hij zijn bezit vanaf toen alleen.
In 1602 erfden Lodewijk en Johan Casimir de graafschappen Saarbrücken en Saarwerden van hun oom Filips IV. Johan Casimir overleed echter al 17 dagen later. Lodewijk volgde hem op.
Uit zijn huwelijk met Elisabeth van Hessen-Darmstadt werd één dochter geboren. Johan Casimir en Elisabeth werden begraven in de Sint-Maartenskerk te Weilburg. In 1909 werden ze herbegraven in de nieuwe crypte in de Slotkerk van Weilburg.

### Lodewijk II (1597-1627)
Lodewijk II van Nassau-Weilburg (Weilburg, 9 augustus 1565 - Saarbrücken, 8 november 1627 o.s.) was de oudste zoon van graaf Albrecht en Anna van Nassau-Siegen.
Lodewijk volgde samen met zijn broers Willem en Johan Casimir in 1593 zijn vader op. De broers verdeelden in 1594 de erfenis waarbij Lodewijk Ottweiler verkreeg. Na het overlijden van zijn broer Willem in 1597 volgden Lodewijk en Johan Casimir hem gezamenlijk op in Weilburg.
In 1602 erfden Lodewijk en Johan Casimir de graafschappen Saarbrücken en Saarwerden van hun oom Filips IV. Johan Casimir overleed echter al 17 dagen later. Lodewijk volgde hem op.
In 1605 overleed Johan Lodewijk II van Nassau-Idstein, de laatste van het Huis Nassau-Wiesbaden-Idstein. Lodewijk volgde hem op, en verenigde zo alle bezittingen van de Walramse Linie in zijn hand. Het Huis Nassau-Weilburg hield daarmee als zijtak op te bestaan.

## Overige leden uit het huis

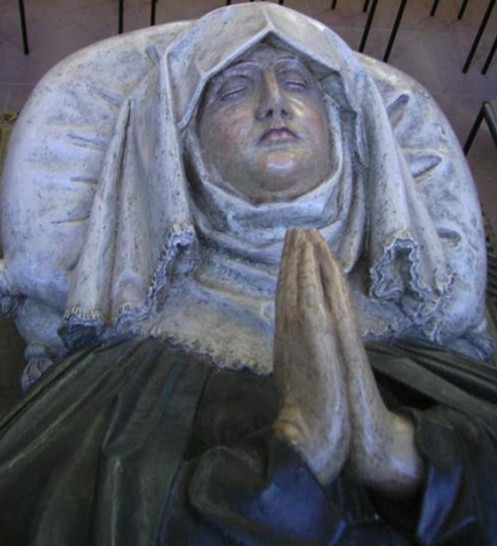
Isabella van Lotharingen, detail van haar graftombe

### Isabella van Lotharingen
Isabella van Lotharingen (ca. 1397 - Saarbrücken, 17 januari 1456) was een dochter van Frederik van Lotharingen en Margaretha van Joinville. Haar vader was de tweede zoon van hertog Jan I van Lotharingen, en sinds 1391 heer van Rumigny, Boves en Aubenton, en sinds 1394 graaf van Vaudémont. Haar moeder was vrouwe van Joinville en gravin van Vaudémont.
Isabella, die in het Franse cultuurgebied was opgegroeid, had familiebanden met Franse en Zuidwest-Duitse literatuur stimulerende hoven, zoals met dat in Nancy, waar haar oom Karel II van Lotharingen kunstenaars en humanistische geleerden rond zich schaarde. Karels vrouw Margaretha van de Palts heeft persoonlijk contact gelegd tussen Isabella en het “Musenhof” in Heidelberg en Machteld van de Palts. Verder behoorde Isabella's broer Anton tot de kring van dichters rond Charles d'Orleans. De culturele uitwisseling tussen de hoven was een belangrijke voorwaarde voor het literaire werk van Isabella.
Isabella huwde in 1412 met graaf Filips I van Nassau-Weilburg. Uit dit huwelijk werden drie kinderen geboren, de graven Filips II en Johan II en Margaretha.
Bij het overlijden van haar eerste echtgenoot in 1429 waren Isabella's zoons nog minderjarig. Isabella nam het regentschap voor hun waar, tot 1438 voor de oudste, en tot 1442 voor de jongste. Nog tijdens haar regentschap verdeelde Isabella in 1439 de bezittingen onder haar twee zoons: het gebied rechts van de Rijn ging naar haar oudste zoon, het gebied links van de Rijn naar haar jongste zoon.
In de omgeving van Isabella werden in de eerste helft van de 15e eeuw vier jongere Franse hoofse romans (chansons de geste) uit de romancyclus over Karel de Grote en zijn nakomelingen, namelijk “Herpin”, “Sibille”, “Loher und Maller” en “Huge Scheppel”, in Vroegnieuwhoogduits proza vertaald. In de intekenlijst van handschriften van “Loher und Maller” en in het tweede voorwoord van de oudste druk van “Huge Scheppel”, die Hans Hauck in 1500 in Straatsburg uitgaf, wordt Isabella expliciet als auteur genoemd. Op zijn minst mag de gravin de initiatiefnemer van de vertalingen geweest zijn, met welke de prozaroman in de Duitse taal voor het eerst verscheen en zich snel daarop verspreidde. Exemplaren van de handschriften en vroege drukken bevinden zich in de Hertog August Bibliotheek te Wolfenbüttel, en de Staats- en Universiteitsbibliotheek Hamburg.

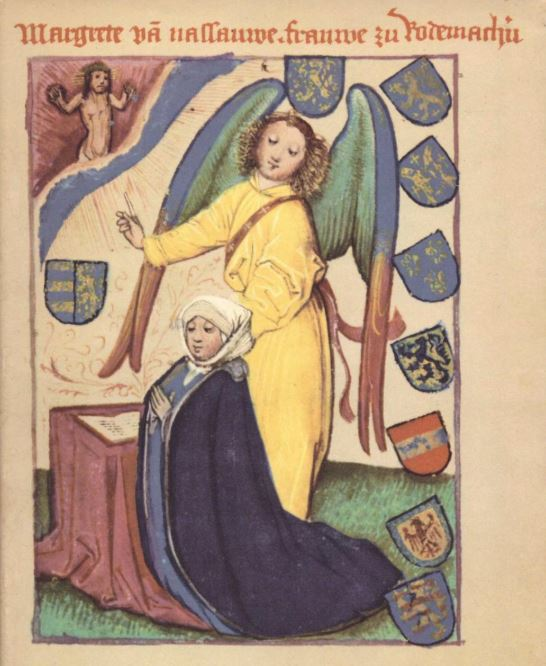
Margaretha van Nassau-Weilburg afgebeeld in haar gebedenboek

### Margaretha van Nassau-Weilburg
Margaretha van Nassau-Weilburg (26 april 1426 - 5 mei 1490) was de enige dochter van graaf Filips I en zijn tweede echtgenote Isabella van Lotharingen. Margaretha had twee oudere broers, Filips en Johan, en een oudere halfzuster, Johannetta. Haar vader stierf toen ze drie jaar oud was. Ze groeide op aan het hof in Saarbrücken.
Margaretha was een laatmiddeleeuwse aristocratische boekenverzamelaarster. Ze erfde handgeschreven boeken van haar moeder en haar in literatuur geïnteresseerde broer Johan. Ze breidde haar collectie, die gedeeltelijk bewaard is gebleven, uit door koop, ruil en door werken in opdracht te laten vervaardigen. Vooral bekend is het in opdracht van Margaretha vervaardigde gebedenboek, dat tegenwoordig in Weimar wordt bewaard. Bewaard gebleven boeken uit de verzameling van Margaretha worden tegenwoordig bewaard in Hamburg, Gotha en Bad Berleburg.

## Latere tak Nassau-Weilburg
Nadien is er nog een zijtak van de Walramse Linie van het Huis Nassau geweest die Nassau-Weilburg genoemd wordt: de van 1629 tot 1816 bestaande tweede tak.